# Trichaphodius kachovskyi
Trichaphodius kachovskyi är en skalbaggsart som beskrevs av Koshantschikov 1916. Trichaphodius kachovskyi ingår i släktet Trichaphodius och familjen Aphodiidae. Inga underarter finns listade i Catalogue of Life.